# Elementos formes
En hematología se denomina elementos formes, o figurados a los componentes celulares de la sangre: los glóbulos rojos (los encargados del transporte del oxígeno a las células), los glóbulos blancos, y las plaquetas.